# افشاگری (ئی‌پی)
افشاگری یا رِوِلاسیون (انگلیسی: Revelación) نخستین آلبوم چندآهنگه (ئی‌پی) اسپانیایی-زبان سلنا گومز، خوانندهٔ آمریکایی است. این ئی‌پی در ۱۲ مارس ۲۰۲۱ توسط اینترسکوپ رکوردز منتشر شد. پیش از آن تک‌آهنگ‌های «یک‌بار»، «با من برقص» و «عشق خودخواه» برای پشتیبانی از ئی‌پی منتشر شدند.

## پیش‌زمینه
گومز در مصاحبه ای در فوریه ۲۰۲۰ با مجلهٔ دیزد اعلام کرد که قصد دارد موسیقی اسپانیایی-زبان منتشر کند. در ژانویه ۲۰۲۱ برای آشکارسازی به رونمایی از موسیقی جدیدش به زبان اسپانیایی، گومز «به نقل از» توئیتی از ژانویه ۲۰۱۱ که به آلبومی به زبان اسپانیایی که هرگز منتشر نشده‌است، اشاره می‌کند و می‌گوید: «من فکر می‌کنم ارزش انتظار را دارد».
این کاری بوده‌است که من ۱۰ سال است می‌خواهم انجام دهم، در یک پروژه اسپانیایی کار می‌کنم، زیرا من بسیار افتخار می‌کنم به میراثم، و واقعاً احساس می‌کردم می‌خواهم این اتفاق بیفتد. فقط با همه تقسیم‌بندی‌های موجود در جهان، چیزی در مورد موسیقی لاتین وجود دارد که در سطح جهانی باعث می‌شود مردم احساساتی را حس کنند، می‌دانستید؟— سلنا گومز در ساخت موسیقی اسپانیایی، زین لوو

### ضبط
با توجه به دنیاگیری کووید ۱۹، افشاگری تقریباً از راه دور و در یک استودیوی خانگی ضبط شد و از ارتباطات تصویری زوم برای برقراری ارتباط استفاده می‌کردند. گومز یک مربی زبان استخدام کرد تا به او کمک کند واژگان اسپانیایی خود را بازیابی و روی لهجه و عامیانه‌گویی او تمرین کند.

## انتشار و تبلیغ
تک‌آهنگ آغازین ئی‌پی با نام «یک‌بار» در ۱۴ ژانویه ۲۰۲۱ منتشر شد. این ترانه اولین فعالیت او در موسیقی لاتین از زمان انتشار نسخه اسپانیایی زبان تک‌آهنگ «سالی بدون باران» با گروه سابق خود سلنا گومز و سین با عنوان «Un Año Sin Lluvia» بود؛ گومز این ترانه را «یک سرود عشق زیبا» توصیف کرد. موزیک ویدئوی همراه این ترانه به کارگردانی لوز پرز در همان روز به نمایش درآمد.
تاریخ انتشار این ئی‌پی در ۲۷ ژانویه ۲۰۲۱ همراه با اعلام دومین تک‌آهنگ خود با نام «با من برقص» با حضور رئو الهاندرو، رپر و خوانندهٔ پورتوریکویی اعلام شد. این تک آهنگ در ۲۹ ژانویه ۲۰۲۱ منتشر شد و در همان روز ئی‌پی برای پیش خرید در دسترس قرار گرفت. موزیک ویدئوی همراه در کنار این ترانه نیز به نمایش درآمد و توسط فرناندو نوگاری، فیلمساز برزیلی کارگردانی شد.